# We Must Obey
We Must Obey  è il nono album in studio del gruppo musicale stoner rock statunitense Fu Manchu, pubblicato nel 2007.

## Tracce
1. We Must Obey – 3:12
2. Knew it All Along – 3:11
3. Let Me Out – 3:08
4. Hung Out to Dry – 3:25
5. Shake it Loose – 4:12
6. Land of Giants – 3:56
7. Between the Lines – 1:32
8. Lesson – 3:20
9. Moving in Stereo (The Cars cover) – 2:42
10. Didn't Really Try – 2:51
11. Sensei Vs. Sensei – 4:56

## Formazione
- Scott Hill - voce, chitarra
- Bob Balch - chitarra
- Brad Davis - basso, theremin
- Scott Reeder - batteria